# تكلفة معيشة

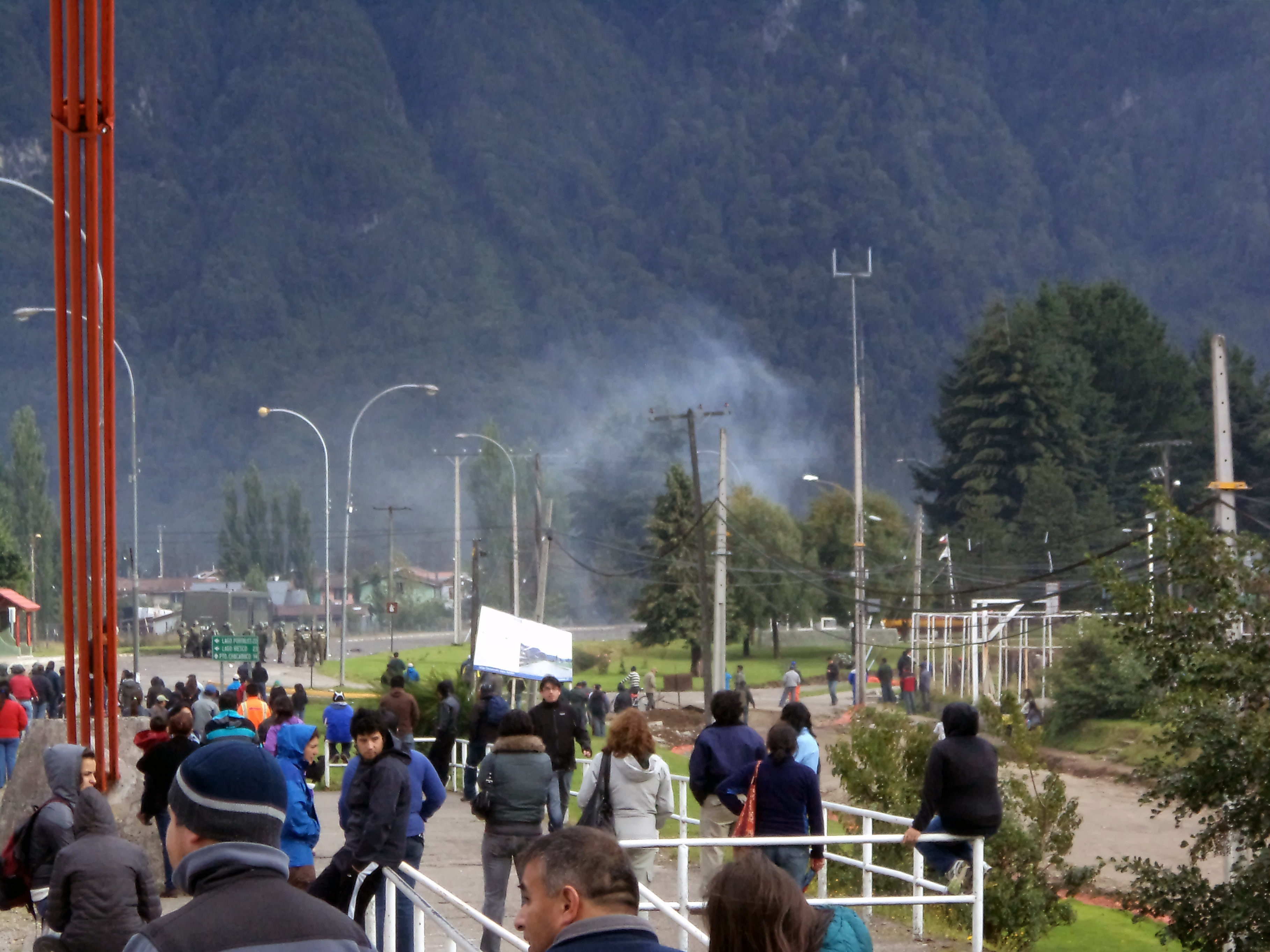

تكلفة أو نفقة المعيشة هي تكلفة الحفاظ على مستوى معين من المعيشة. وغالبا ما تفعيلها التغيرات في تكلفة المعيشة على مر الزمن في مؤشر تكلفة المعيشة. وتستخدم تكلفة العمليات الحسابية المعيشة أيضا لمقارنة تكلفة الحفاظ على مستوى معين من الذين يعيشون في مناطق جغرافية مختلفة. كما يمكن قياس الفروق في تكاليف المعيشة بين المواقع من حيث معدلات القوة الشرائية.